# Uroplatus giganteus
Uroplatus giganteus är en ödleart som beskrevs av  Glaw, Kosuch, Henkel SOUND och BÖHME 2006. Uroplatus giganteus ingår i släktet Uroplatus och familjen geckoödlor. Inga underarter finns listade i Catalogue of Life.
Arten blir utan svans ungefär 200 mm lång och längden med svans är i genomsnitt 322 mm. Den kan lätt förväxlas med stor bladsvansödla. Uroplatus giganteus har en vit regnbågshinna med bruna linjer och stor bladsvansödla har en gul regnbågshinna med röda linjer.
Denna ödla förekommer med två populationer på nordöstra Madagaskar. Den lever i kulliga regioner mellan 750 och 900 meter över havet. Utbredningsområdet är ungefär 18900 km² stort. Exemplaren vistas i fuktiga skogar. De klättrar på träd, vanligen 2 till 4 meter över marken. Honor lägger ägg.
Beståndet hotas av intensivt skogsbruk och av skogarnas omvandling till jordbruksmark. IUCN kategoriserar arten globalt som sårbar.